# 屈署
屈署（?—?），战国时期楚国官员，出自屈氏。
楚怀王死后，孟尝君联合韩国、魏国攻打楚国东部。楚顷襄王接受昭蓋的建议，派屈署割让楚国东部向齐国求和。秦昭襄王害怕增强齐国的势力，于是派芈戎对楚国说：“不要把楚国东部给齐国，我为你们出兵。”